# Biadene
Biadene è una frazione del comune di Montebelluna, in provincia di Treviso.

## Geografia fisica
Biadene si trova ai piedi del versante sudoccidentale del Montello, sviluppandosi prevalentemente a est della strada Feltrina. L'unico corso d'acqua di rilievo è il canale del Bosco che lambisce le pendici del colle.

## Storia
Secondo Giovan Battista Pellegrini, il toponimo potrebbe essere in relazione con Piave, forse perché un tempo la località era lambita da un suo ramo, o perché rappresentava una via d'accesso al fiume che scorre poco più a nord.
In epoca preromana nel territorio sorgevano due castellieri, entrambi localizzati alle pendici del Montello, ovvero il castelliere di Santa Lucia, presso l'omonima chiesa e quello di Biadene, poco oltre l'inizio della presa 19. Pare fossero in relazione ad altri due siti simili, posti sulla collina di Mercato Vecchio, per l'individuazione di alcuni momenti astronomici, in particolare il solstizio d'Inverno.
Con l'avvento del Cristianesimo, sul sito del castelliere di Santa Lucia venne fondata la chiesa di San Michele. Bisognerà tuttavia aspettare il medioevo per avere notizie più precise di Biadene, la quale già nel XIV secolo aveva un parroco stabile.
Alla fine del Cinquecento, la Repubblica di Venezia requisì il bosco del Montello, il cui legname venne impiegato esclusivamente alla costruzione di navi nell'Arsenale. Gli abitanti della collina videro distrutte le loro case e dovettero trasferirsi in pianura. Solo la chiesa, con la casa del custode, venne risparmiata ma, trovandosi ormai troppo distante dal centro del villaggio, venne progressivamente abbandonata in favore della cappella di San Vittore, dove fu poi costruita la vecchia parrocchiale di Santa Lucia.

## Monumenti e luoghi d'interesse

### Nuova parrocchiale
Iniziata nel 1934 su progetto di Luigi Monterumici, fu consacrata nel 1947 dal vescovo di Treviso Antonio Mantiero.
Gli interni, ornati dagli affreschi di Giuseppe Cherubini e Giovanni Barbisan, conservano gli arredi della vecchia parrocchiale.

### Vecchia parrocchiale
Fu terminata nel 1719, al posto della chiesa di San Vittore che, dopo la requisizione del Montello, era divenuto principale luogo di culto del paese a causa della lontananza dell'antica parrocchiale di San Michele. A finanziarne la costruzione fu la famiglia Pisani, proprietari di una vicina villa.
L'opera di maggior pregio è senza dubbio l'Assunzione, affresco realizzato nel 1716 da un giovane Giambattista Tiepolo su commissione di Alvise Pisani, futuro doge. Degna di nota è anche l'Incoronazione della Vergine e la gloria dei Santi Lucia e Vittore, affrescata da Giambattista Canal nel 1804.

### Chiesa dei Santi Lucia e Rocco
Nel 1891 la legge Bertolini divise il bosco del Montello in lotti da assegnare alle famiglie indigenti. Su uno di questi (quello dove un tempo sorgeva la prima parrocchiale del paese, San Michele) fu costruita la chiesa dei Santi Lucia e Rocco.
Progettata da Luigi Monterumici, fu edificata a partire dal 1895. Accanto all'edificio, nel 1925, venne eretto un monumento-ossario che raccoglie le spoglie dei biadenesi morti durante la grande guerra.

### Chiesa della Madonna delle Crozzole
Si affacciava sul crocevia tra la Feltrina, via San Vigilio e via Crozzole. In tempi recenti, la costruzione della Nuova Feltrina e di una rotonda ne ha reso difficoltoso l'accesso, ma in origine poteva contare su un vasto spazio antistante dove sino agli anni 1970 si svolgeva una sagra.
Già nella pianta dello Spinelli, risalente al 1681, è rappresentata sullo stesso luogo una cappellina, forse una semplice edicola con affresco raffigurante la Maternità di Maria, sua intitolazione ufficiale. Il nome popolare si riferisce alle stampelle (in dialetto cròssoe) che i devoti appendevano alle pareti quali ex voto per la loro guarigione. Altra denominazione era "Madonna dei Tre Lumi", in riferimento alla tre lampade mantenute perennemente accese dai fedeli.
Nel 1824, su iniziativa del parroco Zini, venne costruito l'odierno oratorio, trasferendovi l'altare maggiore dalla demolita parrocchiale di San Michele. Nel 1862, a causa dell'aumento demografico, si decise un ampliamento che vide, tra l'altro, l'aggiunta del pronao con le colonne della distrutta villa Pola di Barcon.